# Personnages de Mass Effect
 (août 2022).
Si vous disposez d'ouvrages ou d'articles de référence ou si vous connaissez des sites web de qualité traitant du thème abordé ici, merci de compléter l'article en donnant les références utiles à sa vérifiabilité et en les liant à la section « Notes et références ».
Cet article liste les personnages apparaissant dans l'univers de Mass Effect. Cela inclut les quatre jeux vidéo, les romans, les comics…
- Haut – A
- B
- C
- D
- E
- F
- G
- H
- I
- J
- K
- L
- M
- N
- O
- P
- Q
- R
- S
- T
- U
- V
- W
- X
- Y
- Z

## A
- Adams, Greg

Le lieutenant Greg Adams est l'ingénieur chargé des machines et du propulseur Tantale à bord du Normandy dans Mass Effect. Il apprécie les compétences de Tali à partir du moment où cette dernière est recrutée. Après la destruction du vaisseau il refusera l'offre du Dr Chakwas de les rejoindre elle et Joker à bord du Normandy SR2 à cause de la réputation de Cerberus.
Lorsque le vaisseau sera récupéré par l'Alliance il sera de nouveau affecté au système de propulsion. Il est possible (s'ils ne sont pas morts dans Mass Effect 2) de lui adjoindre les services de Kenneth Donnely et Gabriella Daniels pour le seconder.
- Alenko, Kaidan

Le lieutenant Kaidan Alenko est l'un des premiers biotiques humains. Il participa très jeune à un programme d'entrainement mené par un extra-terrestre impitoyable et détesté, ce qui changea sa vie à jamais. Il s'engagea dans l'armée par la suite. Il a des implants L2 qui lui donnent souvent des migraines. Il est une possible option de romance pour Shepard dans ME1 (Femme) et ME3 (Homme/Femme). Il peut mourir dans ME1 si on décide de sauver Ashley Williams lors de la mission sur Virmire. S'il survit, il revient brièvement dans ME2, et dans ME3, il devient major des forces spéciales de l'Alliance.
- Allers, Diana

Diana Allers est une journaliste humaine qu'il est possible de rencontrer sur les quais de la Citadelle dans Mass Effect 3. Elle demandera à Shepard de pouvoir le suivre durant sa mission, si Shepard accepte elle intègrera l'équipage du Normandy. Elle pourra alors demander à interviewer trois ou quatre fois Shepard au cours de l'aventure. Il est possible d'avoir une aventure avec elle sans, semble-t-il, que cela ne perturbe la romance de Shepard.
- Anderson, David

David Anderson est l'ancien Capitaine du SSV Normandy SR-1. Il avait été considéré comme un candidat apte à devenir le premier Spectre humain (agents du Conseil de la Citadelle, membres du Ministère des Affaires Spéciales et Tactiques de Reconnaissance ou Spectre, dont ils tirent leur nom). Toutefois, Saren, un Spectre Turien et l'antagoniste de Mass Effect, réussit à attribuer à Anderson l'échec d'une mission, éliminant ainsi ses chances d'être sélectionné. Dans Mass Effect 2, Anderson devient Amiral ou membre du Conseil de la Citadelle (choix du joueur dans ME1). Dans Mass Effect 3, il prend/conserve le grade d'Amiral, dirige la résistance sur Terre et est le seul à accompagner Shepard dans la Citadelle, à la fin du jeu.
- Arterius, Saren

Saren Arterius est l'un des principaux antagonistes et un Spectre Turien (le plus respecté, mais surtout le plus efficace et le plus redouté, à l'époque) dans le premier opus de Mass Effect. Il est né en 2139 et a combattu les Humains en 2157 au sein d'une unité Turienne pendant la Guerre du Premier Contact, au Relais 314. Comme de nombreuses autres personnes dans la Citadelle et l'espace concilien, Saren se méfie de l'Humanité. Il perçoit cette nouvelle espèce comme trop jeune, trop agressive et trop impatiente et à laquelle on ne devrait surtout pas confier de poste de Spectre et encore moins un siège au Conseil de la Citadelle, ce qui fut logiquement source de conflits entre lui et Anderson par le passé. L'endoctrinement dont Saren fut victime a poussé cette méfiance jusqu'à la paranoïa. Sa défaite permit l'accession de l'humanité au Conseil.

## C
- Chambers, Kelly

Kelly Chambers est le quartier-maître du Normandy, dans Mass Effect 2. Elle est une option de romance pour Shepard (Homme/Femme) mais nouer une relation avec elle ne permet pas d'obtenir le succès/trophée associé. On peut la retrouver dans Mass Effect 3 avec un rôle très secondaire sur les quais de la citadelle (elle a pris soin des poissons de l'aquarium du Normandy), le comportement du joueur peut avoir un impact sur elle.
- Chakwas, Karin

Dans Mass Effect, Karin Chakwas est médecin militaire à bord du Normandy. Après la destruction de ce dernier par les récolteurs, elle quitte l'Alliance et suit Joker (pour s'occuper de sa maladie, comme elle l'explique à Shepard dans Mass Effect 2) lorsqu'il est recruté par Cerberus. Dans Mass Effect 3 elle a réintégré l'Alliance et se retrouve de nouveau à l'infirmerie du Normandy si on le lui demande.
- Cortez, Steve

Le lieutenant Cortez est l'armurier du Normandy, dans Mass Effect 3 et est donc constamment disponible dans l'armurerie du vaisseau. Il gère la logistique et fait aussi office de pilote du prototype de Kodiak furtif de l'Alliance; dès lors, c'est lui qui vous déposera sur la zone d'atterrissage dans quasiment toutes les missions. James le surnomme Esteban. Il est possible à Shepard (homme) d'avoir une romance avec lui.

## D
- Daniels, Gabriella

Gabriella Daniels est un ancien ingénieur de l'Alliance qui a participé à la bataille de la Citadelle. Elle est ensuite recrutée comme ingénieur à bord du Normandy SR2 par Cerberus pour s'occuper du propulseur. Elle insistera auprès de Cerberus pour que son ami Kenneth Donnely soit engagé lui aussi. Si elle survit dans Mass Effect 2 elle peut être recrutée dans Mass Effect 3 pour faire partie de l'équipage (il faudra utiliser le statut de SPECTRE de Shepard pour la faire sortir de prison). Elle et Donnely pourront alors seconder Greg Adams à la surveillance du propulseur. Dans le troisième opus, si on abonde dans son sens lors d'une dispute entre elle et Kenneth, ils finiront par entamer une liaison amoureuse.
- Donnely, Kenneth

Tout comme son amie Gabriella Daniels, Kenneth Donnely est un ancien ingénieur de l'Alliance ayant participé à la bataille de la Citadelle. Daniels va insister pour qu'il soit recruter lui aussi par Cerberus. Il servira avec elle comme ingénieur chargé du propulseur. S'il survit dans Mass Effect 2 il pourra être recruté dans les mêmes conditions que Daniels dans Mass Effect 3. Dans ce dernier opus, si on abonde dans le sens de Gabriella lors d'une dispute entre elle et lui, ils finiront par entamer une relation amoureuse.

## G
- Goto, Kasumi

Kasumi Goto est une voleuse d'exception, qui est contactée et embauchée par Cerberus pour aider Shepard à mener à bien sa mission, dans Mass Effect 2. Elle est disponible dans le cadre du contenu téléchargeable payant « Kasumi - La mémoire volée ». Shepard peut lui rendre visite à plusieurs reprises où elle racontera tous les "petits potins croustillants" du Normandy. Dans ME3 (si elle survit dans ME2), elle viendra aider Shepard lors d'une mission secondaire sur la citadelle et pourra intégrer le projet "Creuset".
- Grunt

Grunt est un Krogan parfait, car génétiquement créé et élevé en cuve, à partir des gènes des meilleurs guerriers Krogans, pour devenir un super soldat durant Mass Effect 2. Grunt peut alors être recruté en tant que membre d'équipage, mais pour être pleinement accepté comme Krogan, il devra subir les rites d'initiation du clan Urdnot, sur la planète d'origine des Krogans, Tuchanka. S'il survit aux évènements du deuxième épisode, il devient par la suite chef d'une escouade d'élite Krogane composée de membres de plusieurs clans différents, soulignant la volonté d'unité du peuple Krogan pendant la guerre contre les Moissonneurs et la confiance du chef en ses capacités (Wrex ou son frère selon les évènements du premier Mass Effect).
La première mention de Grunt apparait dans le roman Mass Effect Ascension.

## H
- Hackett, Steven

L'Amiral Steven Hackett est dans Mass Effect 1 le commandant de la Cinquième Flotte. Bien qu'il n'apparaisse pas dans le premier opus, il est régulièrement en contact avec Shepard, à qui il transmet les ordres de l'État-Major de l'Alliance et qu'il appuie lors de la Bataille de la Citadelle, sauvant au passage le Conseil - ou le sacrifiant en fonction des choix du joueur - à la demande de Shepard. Il apparait effectivement dans le DLC L'Arrivée de Mass Effect 2, dans lequel il confie personnellement une mission au joueur et dans lequel, à la fin de ladite mission, il vient en personne débriefer le Commandant Shepard. Dans Mass Effect 3, Il est promu Chef d'État-Major des Armées de l'Alliance et dirige les forces humaines dans la guerre contre les Moissonneurs.

## I
- IDA

IDA est l'intelligence artificielle du Normandy SR-2, créée par l'organisation Cerberus. IDA est l'acronyme de Intelligence Défensive Automatisée (EDI pour Enhanced Defense Intelligence en anglais). Tout comme HAL 9000 dans 2001, l'Odyssée de l'espace (auquel l'une des répliques de Joker fait référence : « Te donner les commandes du vaisseau… Tu veux pas que je t'appelle HAL, non plus ?! ») ou MOTHER dans Alien, elle contrôle la base de données de son vaisseau hôte. Elle noue une relation particulière avec le timonier Joker, source de dialogues hilarants entre les deux personnages. Dans Mass Effect 3, IDA investit le corps du Dr Eva Core, une créature cybernétique créée par Cerberus, et devient une équipière à part entière pour Shepard. Il est en outre possible de la convaincre de s'engager dans une relation avec Joker. Elle est doublée, en version originale, par l'actrice Tricia Helfer et par Yumi Fujimori en version française.
On découvre ses origines dans Mass Effect 3. Il s'avère que Shepard rencontre pour la première fois IDA dans une mission secondaire de Mass Effect, lors de sa prise de conscience. À l'époque, elle n'était qu'une I.V. (intelligence virtuelle) militaire dans une base d'entrainement de l'Alliance sur Séléné (la Lune). Son "éveil" la fit disjoncter et elle massacra les soldats présents sur place, avant qu'elle ne soit neutralisée par Shepard. Elle fut ensuite récupérée par Cerberus qui la modifia avec la technologie des Moissonneurs. Après la mission suicide de Masse Effect 2 et la défection du Commandant Shepard, Cerbérus tenta de reprendre le contrôle du Normandy et d'IDA mais cette dernière, devenue loyale envers Shepard et son équipage, bloqua toutes leurs tentatives, incitant l'Homme Trouble à ordonner la création d'une nouvelle IA, le Dr Eva Core.

## J
- Jack

Sujet Zéro, connue sous le pseudonyme de Jack, est une jeune femme avec de grandes capacités biotiques. Elle a été enlevée bébé (Cf. dossiers du Courtier de l'Ombre dans le DLC afférent) puis élevée en captivité dans un laboratoire de Cerberus sur Pragia, période pendant laquelle elle a été soumise à un dur traitement, jusqu'à son évasion lors d'une révolte des autres enfants cobayes. Son corps est couvert de tatouages, qui font référence à des événements très importants dans sa vie. Elle est aussi très agressive, tant dans les combats que dans sa personnalité. Le commandant Shepard la décrit comme étant une personne dangereuse, puissante et extrêmement violente. Elle peut être recrutée en tant que membre d'équipage dans Mass Effect 2 en la faisant sortir d'un vaisseau-prison. Elle est une possible option romantique dans ME2 et ME3 (si commencé dans ME2).
Dans ME3, on apprend que les talents de Jack lui ont valu d'être recrutée par l'Alliance en tant que professeur sur le vaisseau-école Grissom, elle considère d'ailleurs ses élèves comme ses enfants. Sa violence naturelle semble s'être apaisée, elle a pour la première fois de sa vie trouvé sa place et plus encore une famille. Liara, si elle est choisie comme coéquipière sur la mission dans l'Académie Grissom (ME 3), peut lui révéler son prénom de naissance : Jennifer
- Javik

Javik est un compagnon du troisième opus de la saga et disponible si on achète le DLC "Surgi des cendres". Javik est le dernier prothéen car lors du précédent cycle des Moissonneurs qui exterminèrent l'empire Prothéen, Javik fut mis en stase avec plusieurs congénères dans le but de survivre aux Moissonneurs et de refonder leur empire lorsque le cycle sera terminé. Cependant, Javik fut le dernier survivant de cette stase, les autres capsules ayant été désactivées par l'IV qui se chargeait de leur alimentation en énergie, ne laissant plus que Javik (qui devait être le leader des survivants). 50 000 ans plus tard, Javik est réveillé par le Commandant Shepard et Liara qui apprirent à ce dernier qu'il est le dernier de son peuple. Javik décidera alors d'intégrer l'équipage du Normandy en jurant de ne trouver le repos que lorsque tous les Moissonneurs seront morts. À la fin de Mass Effect 3, Javik peut également annoncer en fonction des choix de Shepard, qu'il compte se suicider afin de rejoindre ses hommes dans la tombe ou alors, il peut décider de partir explorer la galaxie et d'écrire un livre sur la culture prothéenne avec Liara.

## K
- Krios, Thane

Thane Krios est un assassin Drell qui apparaît dans Mass Effect 2 et peut être recruté en tant que membre d'équipage dans ME2. L'équipe de Shepard rencontre Thane Krios dans la colonie Asari de Illium. Il est mourant et il ne lui reste que 8 à 12 mois à vivre. Il est une possible romance pour Shepard (femme). Dans ME3, Thane Krios a désormais atteint le temps limite qui lui restait à vivre, le syndrome de Kepral le tuant à petit feux, il finira néanmoins par aider une dernière fois le commandant Shepard (s'il survit à ME2 et si on entame la discussion avec lui dans ME3) lors de l'assaut de Cerberus sur la Citadelle en s'interposant entre Kai Leng et sa cible, ce dernier combat lui coutant la vie.

## L
- Lawson, Miranda

Miranda Lawson, commandant en second de l'équipage du Normandy SR2, est un officier de l'organisation pro-humaine Cerberus. Elle a été génétiquement créée par son père et possède une intelligence supérieure. Ces choses font d'elle une femme « parfaite » selon ses propres termes. Elle est un personnage secondaire du jeu pour iPhone Mass Effect Galaxy. Elle est une possible option de romance dans ME2 (Homme) et dans ME3 (si commencé dans ME2). Dans ME3 Miranda Lawson, démissionnaire de Cerberus, combattra son père et tentera au cours de la bataille du Sanctuaire de l'empêcher de nuire, ce dernier parviendra à prendre en otage sa sœur Oriana, le commandant Shepard parviendra à lui porter secours après quoi elle tuera son père.
- Légion

Légion est un Geth qui possède une faculté cognitive beaucoup plus complexe que les autres Geths. Construit tout spécialement afin d'être autonome hors de l'espace Geth, Légion est un exemplaire unique de plate-forme mobile intégrant à lui seul un réseau entier de processus Geth (contrairement aux autres plates-formes Geth, il n'a pas besoin de se retrouver à proximité d'autres plates-formes pour constituer un réseau). Il a la capacité de comprendre et de parler mais aussi de vivre individuellement. Il est un expert en piratage informatique, mais aussi en armement. Le nom Légion a été choisi par IDA (l'intelligence artificielle du Normandy SR2) en référence au démon rencontré par Jésus de Nazareth dans l'Évangile selon Marc. Il peut être recruté comme membre d'équipage. s'il survit à la mission suicide de ME2, Légion viendra en aide aux Quariens et au commandant Shepard au cours de la libération de Rannoch. En effet, après que les Quariens se sont lancés dans une guerre totale contre les Geths, ces derniers n'ont trouvé d'autres solutions que de s'allier aux Moissonneurs. Légion sera d'ailleurs fait prisonnier par ces derniers. C'est encore une fois, le commandant Shepard qui le libérera de ses liens. À la suite de la défaite des Moissonneurs sur Rannoch, Légion téléchargera le code des Moissonneurs dans le consensus Geth, ce qui aura pour effet de donner une conscience propre et une intelligence individuelle à chaque plateforme Geth, cette dernière opération lui coûtera la vie.

## M
- Massani, Zaeed

Zaeed Massani est un chasseur de primes disponible dans le DLC (contenu téléchargeable) qui est livré avec le jeu à la sortie. Il est le chasseur de primes le plus redouté de la galaxie et se joint à l'équipage de Shepard uniquement pour l'argent que Cerberus lui offre. Son passé a un lien direct avec les Soleils Bleus. En effet, il était à l'origine de la création du groupe, 20 ans plus tôt avec son associé qui l'a trahi après avoir engagé de la main d'œuvre butarienne, bien moins chère (expliquant leur présence dans les soleils bleus). Zaeed était contre, les considérant comme des terroristes. Son associé lui tira une balle en pleine tête, le laissant pour mort. Zaeed a subi une greffe pour reconstruire son visage après cet épisode. Il présente de nombreuses cicatrices et ses deux yeux ne sont plus de la même couleur. 
- Moreau, Jeff dit « Joker »

Le lieutenant Jeff Moreau, connu sous le surnom Joker, est le timonier du Normandy. Malgré une maladie génétique qui l'empêche de vivre une vie normale (les os de verre), il est considéré comme le meilleur timonier de l'académie militaire, voire de la galaxie. Son surnom « Joker » vient de sa formatrice à l'académie car il ne souriait jamais, trop concentré sur ses études, il l'a adopté plus tard en même temps qu'un humour certain. Dans ME2, Shepard dit que c'est sa façon d'évacuer son stress. Il est le seul membre de l'équipage du Normandy dont la survie est garantie durant les 3 épisodes de la série, peu importe les choix du joueur.
- Morinth

Fille et cible prioritaire de la probatrice Samara, c'est une tueuse en série Asari qui sévit depuis plusieurs siècles. Son mode opératoire est le suivant : elle absorbe l'énergie vitale de ses victimes pendant les rapports sexuels, cela a pour effet de consumer le système nerveux de ces dernières. Sa dernière victime en date est Nef, une adolescente d'Oméga.
Il est possible de la recruter à la place de sa mère lors de la mission de loyauté de cette dernière. Elle devient une possible option de romance (déconseillé car entraîne la mort de Shepard). Morinth est un nom d'emprunt, probablement un des nombreux noms utilisés pour faciliter sa fuite à travers la galaxie. Son vrai nom est Mirala.

## R
- Ryder, Alec

Alec Ryder est le Pionnier de l'Arche humaine envoyée pour trouver une nouvelle planète à coloniser dans Mass Effect: Andromeda. Il a conçu SAM, une intelligence artificielle surpuissante grâce à qui il a des réflexes augmentés. Il meurt lors de la terraformation de l'Habitat 7, une des planètes désignées pour être une terre d'accueil de l'humanité dans la galaxie d'Andromède, son dernier geste étant de transmettre sa charge de Pionnier à l'un de ses enfants.
- Ryder, Scott et Sara

Les enfants faux jumeaux de Scott Ryder. Celui que le joueur a choisi sera le nouveau Pionnier de l'humanité, pendant que l’autre connaitra des problèmes lors de son réveil de stase.

## S
- Samara

Samara est une puissante biotique Asari que Shepard recrute sur Illium. C'est une Probatrice, un membre d'une secte Asari consacrée à traduire les criminels en justice. Lorsque Shepard la rencontre, Samara traque sa fille ainée, une Ardat-Yakshi devenue tueuse en série. Ses deux autres filles sont également des Ardat-Yakshi mais restent cantonées.
Samara peut être recrutée en tant que membre d'équipage dans Mass Effect 2 et est une option de Romance avec Shepard (Homme/Femme) qui ne peut pas aboutir.
- Shepard

Le Commandant Shepard est le personnage principal de la saga Mass Effect. En fonction des choix du joueur, Shepard peut être un homme ou une femme. Dans le premier opus, il devient le premier Spectre humain de l'histoire du Conseil. Après l'attaque de Saren et Sovereign, il est considéré comme le Sauveur de la Citadelle. Deux ans après ces évènements, l'Homme Trouble le charge de traquer les Récolteurs, une race d'extraterrestres modifiés par les Moissonneurs et s'attaquant uniquement aux colonies humaines de la Galaxie. Dans Mass Effect 3, il va tenter d'unir toutes les races de la galaxie dans la lutte contre les Moissonneurs.
- Shepard, Hannah

Hannah Shepard est la mère du Commandant Shepard, si on choisi le Stellaire comme parcours de vie. Dans le premier opus, elle est commandant en second du cuirassé Kilimandjaro; on peut la contacter pour lui parler d'un ancien collègue qui souffre de syndrome de stress post-traumatique, et elle expliquera brièvement ce qui lui est arrivé. Dans le second opus, elle est capitaine du cuirassé Orizaba, ayant refusé ses galon d'amirale pour commander un vaisseau en l'honneur de son fils. Dans le troisième opus, elle est promue contre-amirale par l'amiral Hackett et chargé de la logistique du Projet Creuset.
- Solus, Mordin

Le professeur Mordin Solus est un scientifique Galarien mais aussi un ancien soldat du Groupement Spécial d'Intervention (GSI), les Forces Spéciales galariennes. Il est aussi responsable d'un programme de renforcement du génophage des Krogans (maladie génétique provoquée dans le but de diviser par 1000 la fertilité des Krogans et ainsi contenir la menace qu'ils représentaient), à un moment où ce génophage a perdu de sa virulence. Il avoue lui-même avoir une vision particulière de l'éthique scientifique. Il peut être recruté en tant que membre d'équipage dans Mass Effect 2. Dans la variante principale du scénario de ME3, Mordin Solus sacrifiera sa vie pour vaincre le génophage et ainsi apaiser sa conscience, il perdra la vie dans l'explosion du Voile sur Tuchanka. Mais sous certaines conditions, Shepard peut aussi le convaincre de laisser perdurer le génophage en trompant les Krogans pour obtenir leur soutien sans devoir faire face au risque de les voir se multiplier de nouveau. 
- Sovereign

Sovereign, aussi connu sous le nom de Nazara, est un Moissonneur et le vaisseau amiral de Saren. Il est le principal antagoniste de Mass Effect. Les Moissonneurs sont une ancienne race de machines très intelligentes et très dangereuses d'origine inconnue (sauf en faisant le DLC Léviathan de ME3). Selon Sovereign et les visions de Shepard sur Eden Prime, ils apparaissent tous les 50 000 ans afin de détruire et "moissonner" les différentes races ayant atteint un stade technologique avancé. Sovereign a une longueur d'environ deux kilomètres.

## T
- Taylor, Jacob

Jacob Taylor apparaît dans Mass Effect 2 en tant que membre de l'équipage du Normandy. Dans Mass Effect Galaxy, il est un ancien soldat de l'alliance qui est à nouveau recruté pour enquêter sur les butariens et découvrir pourquoi l'alliance a envoyé Jath'Amon, qui prétend être un ambassadeur à la recherche de la paix avec le Conseil de la Citadelle. Avec l'aide de Miranda Lawson, il découvre que le Conseil veut assassiner Jath'Amon. Dans Mass Effect 2, Jacob rejoint l'organisation pro-humaine Cerberus, quelque temps après les événements de Mass Effect Galaxy. Il est également une possible option de romance pour Shepard femme dans Mass Effect 2. À condition de survivre à la mission suicide, il réapparaît dans ME3 à la tête d'un groupes de scientifique dissident de Cerberus, que le joueur peut sauver pour qu'il rejoignent la lutte contre les Moissonneurs. La romance ne peut continuer à ce stade, car Jacob est tombé amoureux d'une des scientifiques et s'apprête à devenir père.
- T'Loak, Aria

C'est la reine de la pègre sur la station Oméga. Elle tient son quartier général dans la boite de nuit l'Au-delà. C'est une Asari sûre d'elle et de ses atouts qui engagera Shepard pour des missions secondaires. Dans Mass Effect 3 on peut la rencontrer dans un bar de la Citadelle, elle s'est fait évincer d'Omega par Cerberus, elle donnera au joueur des missions pour pouvoir recruter les troupes mercenaires dans la lutte contre les Moissonneurs (On peut avoir une romance avec elle dans le DLC Oméga).
- T'Soni, Liara

Liara T'Soni est une Asari qui a étudié pendant plusieurs années la technologie Prothéenne. Dans le premier opus, elle est membre de l'équipage du Normandy. Ensuite, après la destruction de ce dernier, elle s'est reconvertie en courtier d'information à Nos Astra, capitale de la planète Illium où l'on rencontre Thane et Samara. Pour finir, après une traque longue de deux ans, elle devient le nouveau Courtier de l'Ombre.
Elle est une option de romance dans Mass Effect. La romance peut continuer dans le DLC Le courtier de l'Ombre, de même que dans le troisième opus si elle a débuté dans le premier opus. Dans Mass Effect 3 elle rejoindra l'équipage du Normandy après le passage sur Mars.
D'un caractère naïf, voire enfantin dans le premier épisode, Liara devient de plus en plus résolue et froide au fil des épisodes et de sa progression en tant que nouveau Courtier de l'Ombre.
- L'Homme Trouble

L'homme trouble, ou « Illusive Man » en anglais, de son vrai nom Jack Harper, est un homme mystérieux et très puissant qui dirige Cerberus. Cerberus est une organisation secrète pro-humaine visant à protéger les intérêts des humains, mais surtout à assurer leur suprématie dans la galaxie et considéré comme extrémiste, voire terroriste, par le Conseil. Dans le premier opus, Shepard traque et déjoue plusieurs plans de Cerberus qui sont pour le moins douteux. Contre toute attente, l'Homme trouble « s'alliera » au commandant Shepard dans Mass Effect 2 pour lutter contre les Récolteurs. À la fin de Mass Effect 2, et selon le fait que vous détruisiez ou non la base des Récolteurs, l'étoile derrière l'Homme Trouble change de couleur, ainsi que ses yeux. Dans Mass Effect 3, il tente de s'emparer du Creuset afin de contrôler les Moissonneurs, mais il ne survivra pas à sa confrontation finale avec Shepard.
- Traynor, Samantha

Samantha Traynor est l'officier spécialiste des transmissions à bord du Normandy dans Mass Effect 3 et succède à Kelly Chambers. Elle est une option de romance pour Shepard (Femme).

## U
- Urdnot, Wrex

Urdnot Wrex est un ancien et puissant Krogan. C'est un « foudre de guerre », c'est-à-dire un guerrier disposant de pouvoirs biotiques et reconnu comme leader par ses semblables. Il est charismatique et se soucie du sort de son peuple, il modère sa nature violente pour faire les bons choix. Alors que la majorité des Krogans préfèrent s'entretuer ou louer leurs services en tant que mercenaire, Wrex essaie de les rassembler sous un clan unique pour qu'ils puissent se concentrer sur la reproduction en unissant leurs forces pour protéger leurs femelles et enfants. À noter qu'il peut être tué dans Mass Effect, auquel cas il sera remplacé par un autre Krogan.
- Udina, Donnel

Dans Mass Effect, Donnel Udina est l'ambassadeur de l'Humanité auprès du Conseil de la Citadelle. Dans Mass Effect 2, il est soit le représentant de l'Humanité au sein du Conseil, soit son adjoint si c'est David Anderson qui a été choisi pour siéger au Conseil à la fin de Mass Effect. Dans Mass Effect 3, il est membre du Conseil, quel que soit le choix effectué à la fin de Mass Effect, étant donné qu'Anderson a repris son grade d'Amiral pour diriger la résistance terrienne face aux Moissonneurs. Dans ces fonctions, il apparait comme un défenseur acharné des intérêts de l'Humanité. Dans Mass Effect 3, déçu par l'inaction du Conseil face à l'invasion des Moissonneurs, il se rapproche de Cerberus et leur permet de lancer un assaut pour tenter en vain éliminer le Conseil de la Citadelle, assaut au cours duquel il est tué.

## V
- Vakarian, Garrus

Garrus Vakarian est le meilleur bad boy Turien de la Voie Lactée et un ancien membre de la sécurité de la citadelle qui a rejoint l'équipage de Shepard dans Mass Effect. Garrus peut être recruté comme membre d'équipage. Dans Mass Effect 2, Garrus apparaît en tant qu'Archangel, un mystérieux tireur d'élite qui s'en prend aux gangs et aux truands sur Oméga. Contrairement au jeu original, Garrus devient une possible option romantique. Il raconte avoir été dans l'armée Turienne et avoir servi sur des cuirassés. Si aucun des deux n'est romancé, il se rapproche de Tali à la fin de Mass Effect 2 et entame une liaison amoureuse avec elle dans Mass Effect 3.
- Vega, James

James Vega est un Marine humain qui rejoint Shepard dans Mass Effect 3. Il est obligatoirement recruté comme équipier.  Il est très spontané, bravache et parfois à la limite de l'insubordination. Il aime donner des surnoms à ses coéquipiers tels que "Loco" pour un Shepard masculin ou "Flammèche" pour Tali.

## W
- Williams, Ashley

Ashley Williams est un artilleur de l'Alliance. Elle a rejoint l'équipage du Normandy après avoir remplacé le caporal Richard L. Jenkins tué en action. Elle aime la poésie et est également croyante. Elle est une option de romance dans Mass Effect 1 et Mass Effect 3. Elle fait une brève apparition dans Mass Effect 2 et l'on apprend au début de Mass Effect 3 qu'elle est devenu Officier (Elle peut être morte si vous choisissez de sauver Kaidan dans ME1) .

## Z
- Zorah, Tali (nar Rayya/vas Neema/vas Normandy/vas Rannoch)

Tali'Zorah nar Rayya est une jeune Quarienne de 24 ans née en 2161 sur un vaisseau agricole de la flotte nomade. Son père, Rael'Zora, est Amiral et préside la Commission de l'Amirauté, pouvoir exécutif et militaire de la Flotte Nomade. Elle a rejoint l'équipage du Normandy SR1 après avoir donné des informations concernant l'implication de Saren Arterius dans l'invasion de la colonie humaine d'Eden Prime. Elle peut être recruté comme membre d'équipage. Dans Mass Effect 2 elle a complété son pèlerinage et elle est considérée par son peuple comme une adulte et porte le nom de Tali' Zorah vas Neema. Dans Mass Effect 2, elle est accusée de haute trahison par son peuple. Selon l'Amirauté, elle aurait donné des pièces Geth actives à l'équipe de recherche et développement de la flotte nomade. Avant même son procès, certains membres de la communauté Quarienne la considèrent déjà comme coupable, elle est alors jugée sous le nom de Tali' Zorah vas Normandy (ce changement n'étant pas de son fait). Dans ME3, Tali est promue Amirale et succède à son père si vous accomplissez sa mission de loyauté. Si vous choisissez l'intelligence Geth au détriment des Quariens après la destruction du Moissonneur sur Rannoch, Tali se suicidera, même si vous exécutez à temps une action spéciale. Il est toutefois possible de conclure la paix entre les deux peuples, à condition que Tali et Légion survivent dans ME2 et que vous ayez les ayez convaincu de se faire confiance.

## Doublage

### Version française
- Boris Rehlinger : Shepard Homme
- Pascale Chemin : Shepard Femme
- Susan Sindberg : Dr Chloé Michel, Miranda Lawson, voix additionnelles
- Patrice Baudrier : Jacob Taylor, voix additionnelles
- Gilles Morvan : Garrus Vakarian
- Françoise Escobar : Tali'Zorah, voix additionnelles
- Marc Bretonnière : Urdnot Wrex
- Serge Thiriet : Thane Krios
- Xavier Fagnon : Légion
- Marc Alfos : Grunt, voix additionnelles
- François Creton : Joker
- Jérôme Pauwels : Mordin Solus, voix additionnelles
- Antoine Tomé : Lorik Qui'in, Rafael Vargas, Simon Atwell, Zaeed Massani
- Philippe Catoire : Anoleis, l'Homme Trouble
- Noémie Orphelin : Quartier-Maître Kelly Chambers
- Martine Guillaud : Jack, voix additionnelles
- Yumi Fujimori : IDA
- Stéphane Ronchewski : Kaidan Alenko
- Géraldine Asselin : Ashley Williams
- Laura Blanc : Liara T'Soni
- Alain Choquet : David Anderson
- Anne Rochant : Dr Chakwas, voix additionnelles
- Ariane Deviègue : Aria T'Loak, voix additionnelles
- Thierry Mercier : Rupert Gardner, voix additionnelles
- Vincent Ropion : Kal'Reegar, voix additionnelles
- Frederique Marlot : Avina
- Patrick Borg : Prazza
- Laurence Dourlens : Nassana Dantius
- Alexandre Gillet : Veetor
- Bernard Lanneau : Ronald Taylor
- José Luccioni : Niftu Cal, Grunt (Mass Effect 3)
- Dominique Paturel : Amiral Koris
- Nathalie Spitzer : Emily Wong
- Alexandra Garijo : Wasea
- Benoît Allemane : Sovereign, Gatatog Uvenk, Patriarche
- Georges Claisse : Amiral Steven Hackett, Augure
- Patrick Mancini : Kenneth Donnelly, Aresh
- Guy Chapellier : Voix du codex, Rael'Zorah, Amiral Gerrel
- Martial Le Minoux : Capitaine Bailey, Niket
- Gérard Surugue : Harkin, voix additionnelles
- Gilbert Levy : Jaroth, voix additionnelles
- Jean-François Kopf : Navigateur Presly, voix additionnelles
- Yann Pichon : Voix additionnelles
- Bruno Magne : Voix additionnelles
- Mathias Kozlowski : James Vega, voix additionnelles (Mass Effect 2)
- Céline Duhamel : Samara

### Version originale
- Martin Sheen : Illusive Man
- Seth Green : Joker
- Tricia Helfer : EDI
- Yvonne Strahovski : Miranda Lawson
- Carrie-Anne Moss : Aria T'Loak
- Michael Hogan : Capitaine Bailey
- Natalia Cigliuti : Morinth
- Keith David : David Anderson
- Shohreh Aghdashloo : Amiral Shala'Raan
- Liz Sroka : Tali'Zorah
- Adam Baldwin : Kal'Reegar
- Michael Dorn : Gatatog Uvenk
- Simon Templeman : Han Gerren